# Leslie Claudius
 Leslie Walter Claudius (ur. 25 marca 1927 w Bilaspur, zm. 20 grudnia 2012 w Kolkacie) – indyjski hokeista na trawie. Wielokrotny medalista olimpijski.
Początkowo trenował piłkę nożną. Występował w pomocy. Brał udział w czterech igrzyskach (IO 48, IO 52, IO 56, IO 60), za każdym razem zdobywając medale. Z dorobkiem trzech złotych i jednego srebrnego medalu jest - obok swego rodaka Udhama Singha - najbardziej utytułowanym hokeistą w historii olimpiad. W 1959 został kapitanem reprezentacji Indii, jako pierwszy zawodnik w historii rozegrał ponad 100 spotkań w kadrze. Występy w reprezentacji zakończył po rzymskiej olimpiadzie, w krajowych rozgrywkach grał do 1965. W 1971 został uhonorowany Orderem Padma Shri.